# 西多賀村
西多賀村（にしたがむら）は、昭和7年（1932年）まで宮城県名取郡にあった村。

## 沿革
- 明治22年（1889年）4月1日 - 町村制施行にともない、富沢村、大野田村、鈎取村、富田村及び山田村の区域をもって、西多賀村が発足する。
- 昭和7年（1932年）10月1日 - 仙台市に編入する。

## 行政
- 歴代村長

| 代 | 氏名       | 就任                       | 退任                     | 備考 |
| -- | ---------- | -------------------------- | ------------------------ | ---- |
| 1  | 渡辺勝之進 | 明治22年（1889年）4月23日  |                          |      |
| 2  | 郷内卯蔵   | 明治30年（1897年）10月30日 |                          |      |
| 3  | 渡辺勝之進 | 明治34年（1901年）10月30日 |                          | 再任 |
| 4  | 高山潤一郎 | 明治38年（1905年）10月30日 |                          |      |
| 5  | 小畑忠次郎 | 大正3年（1914年）8月15日   |                          |      |
| 6  | 牛田恵治   | 大正7年（1918年）9月23日   | 昭和7年（1932年）9月30日 |      |

## 交通

### 鉄道
- 秋保電気鉄道：鈎取駅 - 西多賀(富沢)駅